# Александрув (гміна Станін)
Александрув (пол. Aleksandrów) — село в Польщі, у гміні Станін Луківського повіту Люблінського воєводства.
Населення — 182 особи (2011).
У 1975-1998 роках село належало до Седлецького воєводства.

## Демографія
Демографічна структура станом на 31 березня 2011 року:
|          | Загалом | Допрацездатний вік | Працездатний вік | Постпрацездатний вік |
| -------- | ------- | ------------------ | ---------------- | -------------------- |
| Чоловіки | 98      | 29                 | 64               | 5                    |
| Жінки    | 84      | 18                 | 52               | 14                   |
| Разом    | 182     | 47                 | 116              | 19                   |